# St Georges Basin
St Georges Basin é uma cidade na região da Costa Sul de Nova Gales do Sul, na Austrália.